# 李序
李序（1445年—？），字大倫，廣西柳州府融縣人，明朝政治人物。

## 生平
成化八年（1472年）壬辰科進士，官至吏科給事中。

## 家族
曾祖李伯高；祖父李子贊；父李芳，母施氏（封宜人）。重慶下。妻陳氏。弟李康、李庚、李廉。